# Avanca
Avanca é uma vila portuguesa sede da Freguesia de Avanca do Município de Estarreja, freguesia com 21,07 km² de área e 5732 habitantes (censo de 2021), tendo, por isso, uma densidade populacional de 272 hab./km².
A povoação de Avanca foi elevada à categoria de vila em 1973.
A freguesia de Avanca pertence ao Distrito de Aveiro e à Diocese de Aveiro, sendo limitada pelos municípios de Murtosa, Ovar e Oliveira de Azeméis. Localizada a cerca de 6 km do centro de Estarreja, é servida pela Estrada Nacional 109, assim como pela linha do Norte dos Caminhos de Ferro e comunica com a ria de Aveiro através da ribeira do Mourão.
A sua paróquia era reitoria da apresentação do ordinário e comenda da Ordem de Cristo, do qual em 1708 era comendador Tristão de Mendonça, da Honra de Tonce da nobilíssima Casa da Barca. Tinha na sua dependência os curatos de Pardilhó, Bunheiro, Loureiro e Madail.

## Demografia
A população registada nos censos foi:
| Distribuição da População por Grupos Etários | Distribuição da População por Grupos Etários | Distribuição da População por Grupos Etários | Distribuição da População por Grupos Etários | Distribuição da População por Grupos Etários |
| -------------------------------------------- | -------------------------------------------- | -------------------------------------------- | -------------------------------------------- | -------------------------------------------- |
| Ano                                          | 0-14 Anos                                    | 15-24 Anos                                   | 25-64 Anos                                   | > 65 Anos                                    |
| 2001                                         | 1054                                         | 1000                                         | 3433                                         | 987                                          |
| 2011                                         | 858                                          | 705                                          | 3449                                         | 1177                                         |
| 2021                                         | 678                                          | 568                                          | 3084                                         | 1402                                         |

## Festas e Romarias[4]
Santa Marinha - 18 de julho
Sto. António - 13 de junho
Santa Luzia - 13 de dezembro
S. Sebastião - 21 de janeiro
Santa Ana - 26 de julho
Sra. da Saúde - 15 de agosto
Santo André- 30 de novembro

## Figuras de destaque
Avanca é o local de nascimento de Egas Moniz, o famoso cirurgião, político e o primeiro Prémio Nobel (Fisiologia ou Medicina de 1949) português.

## Património
- Casa do Outeiro e Capela ou Casa de São José do Outeiro de Paredes
- Casa-Museu Egas Moniz ou Casa do Marinheiro (Portugal) e cerca da propriedade
- Capelas de Santo António, de São Sebastião, dos Santos Mártires, de Santa Luzia, de Santo André, de São Salvador e de Santa Ana
- Casas da Aldeia, das Chousas, das Chousinhas, do Telhado, do Sobreiro com capela, dos Bitos, dos Pinhos Valentes Resendes, da Senhora do Carmo do Mato e da Areia, ambas com capela
- Busto de Egas Moniz

## Desporto em Avanca
- Associação Atlética de Avanca clube de futebol fundado em 1937
- Associação Artística de Avanca clube de andebol fundado em 1956